# C.F.
C.F., il cui vero nome è Steele Fitzpatrick, è un personaggio dei fumetti pubblicati dalla Marvel Comics, un mercenario comparso per la prima volta su Deadpool n.1 del gennaio 1997; di solito staziona nei locali di Villa Inferno.

## Biografia del personaggio
Alla sua prima comparsa avendo perso una scommessa con Deadpool, C.F. è costretto a comprargli per pranzo dei tacos, sotto la minaccia di una pistola puntata alla gola.
In un'altra occasione, al ritorno da una missione andata male, Deadpool lo trova seduto al suo posto e lo lancia contro il muro.
Quando Deadpool perde un dito, durante uno scontro con Taskmaster, C.F. lo incita mentre il mercenario chiacchierone cerca di farselo ricrescere. Successivamente gli consegna un pacco che era stato recapitato per lui ma Deadpool, infuriato per il contenuto, gli ficca il braccio in gola.
Durante una partita di biliardo, mentre C.F. sta raccontando di un attacco dell'I.R.A. in cui è stato ferito da un bazooka, Weasel nomina Deadpool incorrendo nelle ire di T-Ray. Dopo l'accaduto C.F. insieme a Weasel, Fenway e Roach discute della rivalità tra T-Ray e Deadpool davanti ad una birra.
Al ritorno da una nuova missione, Deadpool viene accolto da C.F. che gli racconta di avergli procurato una nuova sedia visto che aveva rotto la sua, che gli stava tenendo in caldo, a causa del suo peso.
Successivamente C.F. viene attaccato da Typhoid Mary, che Deadpool aveva portato a Villa Inferno, e assiste allo scontro tra T-Ray e Deadpool in cui il primo brucia la maschera del mercenario chiacchierone.
In un'altra occasione C.F., insieme a Fenway, distrae Patch mentre Deadpool malmena i mercenari che si sono schierati con T-Ray.
In seguito assiste, assieme a Patch e Fenway, alla dichiarazione di T-ray di aver sconfitto Deadpool e di aver diritto ad una vacanza.
Con la lontananza di Deadpool, C.F. trova che il clima sia diventato troppo serioso a Villa Inferno e quindi cerca di organizzare un party ma viene dissuaso da Fenway mentre Patch sostiene che gli affari non sono mai andati meglio da quando i due rivali non ci sono.
Successivamente C.F. viene ingaggiato da Patch per proteggerlo dai mercenari ancora fedeli a T-Ray; alla lotta partecipa, in un secondo momento, anche Deadpool che si complimenta con il colosso per quanto duro è diventato.
C.F. partecipa anche al funerale di Deadpool e quando scoppia una rissa, causata dal fantasma di Wade per divertirsi, si trova a fianco di Cable.

## Poteri e abilità
C.F. ha un corpo estremamente malleabile e una forte resistenza alle lesioni.